# Энерги
«Энерги́ Ко́тбус» (нем. Energie Cottbus) — футбольный клуб из немецкого города Котбус, Бранденбург. Основан 31 января 1966 года. Клуб выступал в Первой Бундеслиге в 2000—2003 и 2006—2009 годы. В сезоне 2008/2009 «Энерги» выбыла во вторую Бундеслигу, в сезоне 2013/2014 — в третью лигу, а в сезоне 2015/2016 в Региональную лигу «Северо-Восток». С сезона 2024/25 снова выступает в третьей лиге.

## История

### В ГДР
Клуб был основан под названием «Активист» в 1962 году и через год переехал в Котбус, где базируется в настоящее время. Фарм-клубом команды стал «Локомотив Котбус». 31 января 1966 года «Энерги» была распущена, но потом возрождена.
Первый выход в более высокую по уровню лигу датирован 1973 годом, после ничьей с «Форвертс Штральзунд» (1:1). Команда вылетала в первый же год после выхода, и так 4 раза (1974, 1976, 1982, 1987). Лишь в 1989 году команда смогла задержаться в Оберлиге. По итогам сезона 1989/90 команда смогла занять 7-е место и квалифицироваться в Кубок Интертото, где заняла лишь 3-е место в своей группе. В сезоне 1990/91 команда заняла предпоследнее место.

### После объединения Германии
В сезоне 1993/94 «Энерги» заняла третье место в третьей тогда по уровню Оберлиге, и приняла участие в переходном плей-офф. В первых 2 сезонах она заняла 3-е место. Новый сезон команда начала в Регионаллиге. В 1997 году вышла во Вторую Бундеслигу, пробыла там три сезона. В 2000 году котбусская команда впервые вышла в Бундеслигу и заняла 14-е место. В следующем сезоне финишировала 13-й, но годом позже вылетела.
Сезон 2003/04 команда начала во Второй Бундеслиге. «Энерги» была в шаге от возвращения, но заняла 4-е место, только из-за того, что у неё разница мячей была хуже, чем у «Майнца 05». А в сезоне 2005/06 выход в Бундеслигу не был целью, но, одержав победу 3:1 над «Мюнхеном 1860», «энергетики» вернулись после трёх лет отсутствия. В сезоне 2006/07 команда играла посредственно, но удержалась от вылета после победы над «Байер 04» (2:1).
Бывший канцлер ФРГ Ангела Меркель является почётным членом клуба.
По итогам сезона 2018/2019 заняла в Третьей лиге 17 место с 45 очками, из-за чего вылетела в региональную лигу.

## Символика и форма
Клубные цвета — красный и белый. На старом логотипе, который использовался с 1966 по 1990 годы, была изображена молния. Современная эмблема представляет собой щит, наверху надпись «Энерги», под ней две белых полосы. Щит обрамляет золотой венок из лавровых ветвей. Дома команда играет в красных футболках с белыми шортами, а на выезд надевает белые футболки и красные шорты.

## Дерби и ультрас
У «Энерги» есть несколько дерби, это матчи с клубом «Динамо» Дрезден, а также матчи против клубов «Ганза» и «Герта» Берлин.
Ультрас-группы «Энерги»: «Inferno Cottbus», «Cottbuser Aufbruch», «Ultima Raka». Друзьями считаются фанаты клубов: «Штутгарт», «Унион» Берлин, «Оснабрюк», «Кемницер», «Франкфурт».

## Достижения
- Финалист Кубка Германии: 1997
- Победитель Региональной лиги «Северо-Восток»: 1996/97, 2017/18, 2022/23, 2023/24